# Challenger de Ortisei 2021
El torneo Sparkassen ATP Challenger 2021 fue un torneo de tenis perteneció al ATP Challenger Tour 2021 en la categoría Challenger 80. Se trató de la 12.ª edición, el torneo tuvo lugar en la ciudad de Ortisei (Italia), desde el 8 hasta el 14 de noviembre de 2021 sobre pista dura bajo techo.

## Jugadores participantes del cuadro de individuales
| Favorito | País                      | Jugador              | Rank1 | Posición en el torneo |
| -------- | ------------------------- | -------------------- | ----- | --------------------- |
| 1        | Bandera de Alemania       | Oscar Otte           | 126   | CAMPEÓN               |
| 2        | Bandera de Estados Unidos | Maxime Cressy        | 133   | FINAL                 |
| 3        | Bandera de Francia        | Quentin Halys        | 146   | Segunda ronda         |
| 4        | Bandera de Ecuador        | Emilio Gómez         | 149   | Primera ronda         |
| 5        | Bandera de Italia         | Federico Gaio        | 151   | Cuartos de final      |
| 6        | Bandera de España         | Fernando Verdasco    | 165   | Primera ronda         |
| 7        | Bandera de Suiza          | Marc-Andrea Hüsler   | 186   | Segunda ronda         |
| 8        | Bandera de Italia         | Alessandro Giannessi | 192   | Primera ronda         |

- 1 Se ha tomado en cuenta el ranking del 1 de noviembre de 2021.

### Otros participantes
Los siguientes jugadores recibieron una invitación (wild card), por lo tanto ingresan directamente al cuadro principal (WC):
- Matteo Arnaldi
- Luca Nardi
- Alexander Weis

Los siguientes jugadores ingresan al cuadro principal tras disputar el cuadro clasificatorio (Q):
- Alexander Cozbinov
- Nerman Fatić
- Lucas Miedler
- Tobias Simon

## Campeones

### Individual Masculino
- Oscar Otte derrotó en la final a  Maxime Cressy, 7–6(5), 6–4

### Dobles Masculino
- Antonio Šančić /  Tristan-Samuel Weissborn derrotaron en la final a  Alexander Erler /  Lucas Miedler, 7–6(8), 4–6, [10–8]